# Lester Allen
Pour les articles homonymes, voir Allen.
Lester Allen, né le 17 novembre 1891 à Utica (New York) et mort le 6 novembre 1949 à Hollywood (Californie), était un acteur de télévision, de théâtre, de vaudeville, de cirque et un réalisateur américain. Pour ce qui est du vaudeville, il est apparu dans un double acte avec Nellie Breen (en) au Palace Theatre.

## Filmographie sélectionnée
- 1943 : Klondike Kate
- 1945 : La Cible vivante d'Anthony Mann
- 1946 : Les Dolly Sisters d'Irving Cummings
- 1946 : La Double Énigme de Robert Siodmak
- 1947 : Fun on a Weekend d'Andrew L. Stone
- 1948 : Le Pirate de Vincente Minnelli
- 1948 : Crime on Their Hands (en)
- 1948 : The Heat's On
- 1948 : La Dame au manteau d'hermine
- 1949 : Ma and Pa Kettle
- 1950 : Ma and Pa Kettle Go to Town
- 1950 : Ma brute chérie d'Alexander Hall

## Mort
Allen a été frappé et tué alors qu'il traversait Ventura Boulevard, dans la vallée de San Fernando.